# Sean Sullivan (calciatore)
Sean Sullivan (16 settembre 1971) è un ex calciatore maltese, di ruolo portiere.

## Carriera

### Club
Ha giocato nella massima serie del campionato maltese con varie squadre.

### Nazionale
Ha collezionato 3 presenze con la Nazionale maltese, dal 1994 al 1996.